# Премијер лига Сејшела у фудбалу
Премијер лига Сејшела у фудбалу највећи је степен фудбалских такмичења на Сејшелима. Први пут је турнир организован 1936. године, након чега је 1941. организована лига са пет клубова који су играли 20 утакмица. Повремено се није одржавала, већ је играна само куп утакмица за првака, а од 1995. године реорганизована је и одржава се у пуном формату. Лига је одржавана од марта до децембра у току једне календарске године под називом Прва дивизија, након чега је 2019. прво одржана календарска прелазна лига, а затим је реорганизована и нова сезона је одржана од августа до јуна наредне године. Од сезоне 2020/21. игра се углавном од новембра до јула наредне године.
У лиги учествује 18 клубова који су подијељени у три групе по шест; из сваке групе се у плеј-оф за титулу пласирају по два првопласирана и два најбоља трећепласирана клуба. Првак иде у квалификације за КАФ лигу шампиона, док побједник Купа иде у КАФ Куп конфедерација; у зависности од позиције лиге на петогодишњој ранг листи може да има по два клуба у оба такмичења, уколико је међу првих 12, а у том случају другопласирани иде у Лигу шампиона, а трећепласирани у Куп конфедерација.
Јувентус рејнџерс је освојио титулу на првом познатом првенству 1976. године. Сент Луис и Сент Мичел су освојили по 13 титула; године 2007. Сент Луис се спојио са клубом Саншајн који је имао једну освојену титулу у Сент Луис санс јунајтед, који је након тога освојио једну титулу и сматрају себе рекордерима са 15 титула. Године 2002. Ла Пас је постао први клуб ван острва Махе који је освојио титулу.

## Клубови
У сезони 2022/23. учествује 18 клубова, који су подијељени у три групе. 
| Махе лига 1     | Махе лига 1 | Махе лига 2             | Махе лига 2 | Лига Унутрашњих острва | Лига Унутрашњих острва |
| Клуб            | Локација    | Клуб                    | Локација    | Клуб                   | Локација               |
| --------------- | ----------- | ----------------------- | ----------- | ---------------------- | ---------------------- |
| Бел Ер          | Викторија   | Анс Роајал              | Анс Роајал  | Анс реунион            | Анс реунион            |
| Боско           | Поант ла Ри | Форестерс               | Мон Флери   | Коте д’Ор              | Прален                 |
| Дефенс форсес   | Викторија   | Мон Флери               | Викторија   | Ла Пас                 | Ла Диг                 |
| ЛМС јунајтед    | Каскад      | ПТЛ базар брадерс       | Поант ла Ри | Лајтстарс              | Гранд Анс              |
| Нортерн дајнамо | Гласи       | Реал Малдиви            | Анс Етоал   | Ревенџерс              | Прален                 |
| Сент Мичел      | Анс о Пен   | Сент Луис санс јунајтед | Викторија   | Сантос                 | Бе Сант Ан             |

## Прваци
Списак првака:
- 1976: Јувентус рејнџерс
- 1977—78: непознато
- 1979: Сент Луис
- 1980: Сент Луис
- 1981: Сент Луис
- 1982: Мон Флери
- 1983: Сент Луис
- 1984: Мон Флери
- 1985: Сент Луис
- 1986: Сент Луис
- 1987: Сент Луис
- 1988: Сент Луис
- 1989: Сент Луис
- 1990: Сент Луис
- 1991: Сент Луис
- 1992: Сент Луис
- 1993: није одржана
- 1994: Сент Луис
- 1995: Саншајн
- 1996: Сент Мичел
- 1997: Сент Мичел
- 1998: Ред стар
- 1999: Сент Мичел
- 2000: Сент Мичел
- 2001: Ред стар
- 2002: Ла Пас / Сент Мичел[н 1]
- 2003: Сент Мичел
- 2004: Ла Пас
- 2005: Ла Пас
- 2006: Анс реунион[9]
- 2007: Сент Мичел
- 2008: Сент Мичел
- 2009: Ла Пас
- 2010: Сент Мичел
- 2011: Сент Мичел
- 2012: Сент Мичел
- 2013: Коте д’Ор
- 2014: Сент Мичел
- 2015: Сент Мичел
- 2016: Коте д’Ор
- 2017: Сент Луис санс јунајтед
- 2018: Коте д’Ор[10]
- 2019: Нортерн дајнамо / Ла Пас[н 2]
- 2019/20: Форестерс[12]
- 2020/21: прекинута због пандемије ковида 19[13]
- 2021/22: Ла Пас[14]

## Успјешност клубова
| Клуб                    | Град        | Број титула | Сезоне                                                                       |
| ----------------------- | ----------- | ----------- | ---------------------------------------------------------------------------- |
| Сент Луис               | Викторија   | 13          | 1979, 1980, 1981, 1983, 1985, 1986, 1987, 1988, 1989, 1990, 1991, 1992, 1994 |
| Сент Мичел              | Анс о Пен   | 13          | 1996, 1997, 1999, 2000, 2002, 2003, 2007, 2008, 2010, 2011, 2012, 2014, 2015 |
| Ла Пас                  | Ла Диг      | 5           | 2002, 2004, 2005, 2009, 2021/22                                              |
| Коте д’Ор               | Прален      | 3           | 2013, 2016, 2018                                                             |
| Мон Флери               | Викторија   | 2           | 1982, 1984                                                                   |
| Ред стар                | Анс о Пен   | 2           | 1998, 2001                                                                   |
| Јувентус рејнџерс       |             | 1           | 1976                                                                         |
| Саншајн                 | Викторија   | 1           | 1995                                                                         |
| Анс реунион             | Анс реунион | 1           | 2006                                                                         |
| Сент Луис санс јунајтед | Викторија   | 1           | 2017                                                                         |
| Форестерс               | Мон Флери   | 1           | 2019/20                                                                      |

## Најбољи стријелци
| Сезона   | Играч          | Клуб        | Број голова |
| 2006.    | Јелвани Роуз   | Анс реунион | 13          |
| 2008.    | Филип Зајлор   | Сент Мичел  | 22          |
| 2009.    | Филип Зајлор   | Сент Мичел  | 19          |
| 2011.    | Јелвани Роуз   | Ла Пас      | 11          |
| 2019/20. | Вилијам Брутус | Сент Мичел  | 16          |